# جيان كروكي
جيان كروكي (بالإسبانية: Gian Crocci)‏ هو لاعب كرة قدم أرجنتيني في مركز الدفاع، ولد في 4 يناير 1998 في هايدو في الأرجنتين. لعب مع تشاكاريتا جيونيورز.

## وصلات خارجية
- جيان كروكي على موقع قاعدة بيانات كرة القدم.إي يو (الإنجليزية)
- جيان كروكي على موقع Soccerway.com (الإنجليزية)